# Nicolaus Theophilus

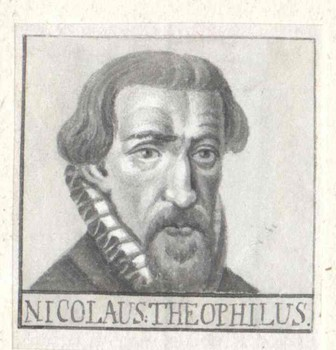
Nicolaus Theophilus

Nicolaus (Johannis) Theophilus (* 1541 in Flensburg; † 2. November 1604 in Kopenhagen) war ein Landgräflich Hessischer Rat, Hochschullehrer an der Universität Kopenhagen, Diplomat und Dichter.

## Leben und Wirken
Nicolaus Theophilus war ein Sohn des Pastors Nicolaus Johannis und dessen Ehefrau Anna Laurentii. Seinen Geburtsnamen Nicolaus Johannis änderte er vor 1569 in Theophilus, griechisch für „Freund Gottes“.
Er besuchte eine Schule in Flensburg und wechselte mit 14 Jahren an das Katharineum zu Lübeck. 1557 nahm er ein Studium an der Universität Wittenberg auf und wechselte im selben Jahr nach Rostock. Er studierte zunächst Philosophie, Medizin und Theologie, nach dem Tod seines Vaters schließlich Rechtswissenschaften. Während des Studiums freundete er sich mit David Chytraeus an, mit dem er auch später Briefkontakte pflegte.
1562 reiste Theophilus nach Schweden, um an der Hochzeit seines Bruders teilzunehmen. Im selben Jahr veröffentlichte er erstmals einen Gedichtband, Carmina in Caesares Romanos. Im Folgejahr kehrte er nach Flensburg zurück und arbeitete für kurze Zeit als Rektor der Kirchspielschule von St. Marien. 1565 erhielt er das Angebot, Pastor der Kirche zu werden, was er jedoch ablehnte. Danach widmete er sich juristischen Studien und schrieb mehrere lateinische Gedichte und Epigramme über historische Themen und antike Mythologie. Er ging nach Jena und an die Universität Ingolstadt, an der er als Dozent unterrichtet haben soll. Für seine Dichtungen ernannte Kaiser Maximilian II. ihn 1567 bei einem Besuch seines Hofes zum Poeta laureatus. Anschließend trat Theophilus für kurze Zeit in die Dienste von Herzog Magnus, verließ Schweden aber bald wieder aufgrund der politischen Konflikte seines Dienstherrn mit dessen Brüdern. Danach reiste er durch Polen, Italien und Frankreich. Am 29. September 1569 wurde an der Universität Rostock zum Dr. jur. promoviert.
Wenig später stellte sich Theophilus in den Dienst des Landgrafen Wilhelm von Hessen und arbeitete als dessen Notar, später Sekretär und Rat. Er übernahm für seinen Dienstherrn zahlreiche diplomatische Aufgaben, die er unter anderem in Dänemark erledigte. Hier machte er Bekanntschaft mit Reichskanzler Niels Kaas. Bei der Lehnshuldigung im Jahr 1580 verhalf Kaas Theophilus zu einem Ruf als Professor der Rechtswissenschaften der Universität Kopenhagen. Hier arbeitete er von 1580 bis Lebensende. 1582/83, 1594 und 1603 wurde er zum Rektor der Universität gewählt.
Theophilus schrieb einige bedeutende Werke, insbesondere zum Römischen Recht. 1584 kam seine Sammlung De diversis regulis iuris antiqui zu Gesetzesregeln heraus. Bei diesem Niels Kaas gewidmeten Buch handelte es sich um die erste juristische Arbeit, die in Dänemark veröffentlicht wurde. Begleitend zu den Lehrtätigkeiten übernahm Theophilus mehrere längere diplomatische Missionen. So reiste er für die dänischen Könige Friedrich II. und Christian IV. nach Kursachsen, Schottland, England, Schweden und vermutlich auch zum Sitz des Kaisers. Wohl aufgrund dieser Dienste wurde er 1592 zum Domherrn von Roskilde ernannt.
Ab 1589 übernahm Theophilus die Aufgaben des königlichen Bibliothekars. Als solcher sollte er insbesondere ausländische Literatur beschaffen. Außerdem schrieb er weitere lateinische Gedichte, darunter beim Tod von König Friedrich II.
1571 heiratete Theophilus in Kassel Anna Zaan. Sie war die Witwe des landgräflichen hessischen Stallmeisters Konrad Neid und starb um 1599 in Kopenhagen.